# Atletismo nos Jogos Pan-Americanos de 1963 - 800 m feminino
A prova dos 800 m feminino nos Jogos Pan-Americanos de 1963 foi realizada em São Paulo, Brasil.

## Medalhistas
| Ouro                       | Prata                          | Bronze                    |
| Abigail Hoffman CAN Canadá | Leah Ferris USA Estados Unidos | Noreen Dueling CAN Canadá |

## Resultados
| Posição           | Nome             | Nacionalidade      | Tempo   | Notas |
| ----------------- | ---------------- | ------------------ | ------- | ----- |
| Medalha de ouro   | Abigail Hoffman  | CAN Canadá         | 2:10.27 |       |
| Medalha de prata  | Leah Ferris      | USA Estados Unidos | 2:13.79 |       |
| Medalha de bronze | Noreen Dueling   | CAN Canadá         | 2:14.98 |       |
| 4                 | Cynthia Hegarty  | USA Estados Unidos | 2:17.41 |       |
| 5                 | Maria de Lima    | BRA Brasil         | 2:22.70 |       |
| 6                 | Aleida Polledo   | CUB Cuba           | 2:30.92 |       |
| 7                 | Mercedes Barbosa | MEX México         | 2:32.96 |       |
| 8                 | Eliana Gaete     | CHI Chile          | 2:33.87 |       |